# メセレト・デファー
メセレト・デファー（Meseret Defar, 1983年11月19日 - ）は、エチオピアの陸上競技選手。2004年アテネオリンピックで金メダル、北京オリンピック (2008年)で銀メダル、2012年ロンドンオリンピックで金メダルをいずれも女子5000メートル競走で獲得した。
2007年6月16日に、5000mで14分16秒63の世界新記録を達成した。その後、後輩のティルネシュ・ディババに記録を更新された。

## 主な実績
| 年   | 大会                           | 場所                          | 種目  | 結果 | 記録       |
| ---- | ------------------------------ | ----------------------------- | ----- | ---- | ---------- |
| 2000 | 世界ジュニア陸上選手権         | （ チリ）サンティアゴ         | 5000m | 銀   | 16分23秒69 |
| 2002 | 世界ジュニア陸上選手権         | （ ジャマイカ）キングストン   | 3000m | 金   | 9分12秒61  |
| 2002 | 世界ジュニア陸上選手権         | （ ジャマイカ）キングストン   | 5000m | 金   | 15分54秒94 |
| 2003 | 世界室内陸上選手権             | （ イギリス）バーミンガム     | 3000m | 銅   | 8分42秒58  |
| 2004 | 世界室内陸上選手権             | （ ハンガリー）ブダペスト     | 3000m | 金   | 9分11秒22  |
| 2004 | オリンピック                   | （ ギリシャ）アテネ           | 5000m | 金   | 14分45秒65 |
| 2004 | ワールドアスレチックファイナル | （ モナコ）モンテカルロ       | 3000m | 金   | 8分36秒46  |
| 2005 | 世界陸上選手権                 | （ フィンランド）ヘルシンキ   | 5000m | 銀   | 14分39秒54 |
| 2005 | ワールドアスレチックファイナル | （ モナコ）モンテカルロ       | 3000m | 金   | 8分47秒26  |
| 2005 | ワールドアスレチックファイナル | （ モナコ）モンテカルロ       | 5000m | 金   | 14分45秒87 |
| 2006 | 世界室内陸上選手権             | （ ロシア）モスクワ           | 3000m | 金   | 8分38秒80  |
| 2006 | アフリカ陸上選手権             | （ モーリシャス）バンブー     | 5000m | 金   |            |
| 2006 | ワールドアスレチックファイナル | （ ドイツ）シュトゥットガルト | 3000m | 金   | 8分34秒22  |
| 2006 | ワールドアスレチックファイナル | （ ドイツ）シュトゥットガルト | 5000m | 銀   | 16分04秒78 |
| 2006 | IAAFワールドカップ             | （ ギリシャ）アテネ           | 5000m | 金   | 14分39秒11 |
| 2007 | 世界陸上選手権                 | （ 日本）大阪                 | 5000m | 金   | 14分57秒91 |
| 2008 | オリンピック                   | （ 中国）北京                 | 5000m | 銀   | 15分44秒12 |
| 2009 | 世界陸上選手権                 | （ ドイツ）ベルリン           | 5000m | 銅   | 14分58秒41 |
| 2011 | 世界陸上選手権                 | （ 韓国）大邱                 | 5000m | 銅   | 14分56秒94 |
| 2012 | オリンピック                   | （ イギリス）ロンドン         | 5000m | 金   | 15分04秒25 |
| 2013 | 世界陸上選手権                 | （ ロシア）モスクワ           | 5000m | 金   | 14分50秒19 |

## 自己記録
- 1500m - 4分2秒00 (2010年)
- 3000m - 8分24秒51 (2007年)
- 5000m - 14分12秒88 (2008年 世界歴代3位)
- 10000m - 14分12秒88 (2009年 世界歴代7位)
- ハーフマラソン - 1時間07分25秒 (2013年)
- フルマラソン - 2時間23分33秒 (2019年)

## その他
- 2004年にはTBSテレビ「オールスター感謝祭」のミニマラソン出場のため来日した。